# Baniyas Sports & Culture Club
Baniyas Sports & Culture Club (in arabo نادي بني ياس الرياضي الثقافي‎?), più semplicemente conosciuto come Baniyas, o Al Smawi è una società polisportiva con sede nella capitale degli Emirati Arabi Uniti, Abu Dhabi. Milita nella UAE Arabian Gulf League, la massima divisione emiratina.

## Storia
Il Baniyas Sports & Culture Club è stato fondato in seguito a una decisione presa dal Consiglio Supremo per la Gioventù e lo Sport di Abu Dhabi il 15 dicembre 1982. La squadra nasceva, per soddisfare le esigenze della regione in termini di sviluppo delle infrastrutture e assistenza della comunità locale dell'area di Bani Yas ad Abu Dhabi con lo scopo di motivare i più giovani e indirizzarli verso attività sportive e culturali, per tenerli lontani da tutto ciò che è dannoso e farli diventare membri utili della loro comunità.
La squadra, nei primi anni di attività sportiva, iniziò a competere nella UAE First Division, mostrando una forte attenzione nei confronti dei giovani, la dirigenza decise di avere come nucleo centrale della rosa giocatori locali promettenti e giovani che precedentemente avevano già giocato nelle competizioni giovanili e juniores organizzate dalla federazione degli Emirati Arabi Uniti, per favorire il loro sviluppo e poter competere per la promozione nella massima divisione nazione. Dopo un faticoso viaggio, la squadra è riuscita a realizzare il sogno di salire, per la prima volta, nella UAE Football League al termine della stagione 1987-1988 grazie al secondo posto ottenuto nella UAE First Division. Il Baniyas fece quindi il suo esordio nella massima divisione nella stagione 1988-1989, con la squadra che al termine della stagione ottenne la permanenza grazie all'ottavo posto in classifica conquistato, anche stagione successiva il club si dimostrò all'altezza della massima divisione concludendo al quarto posto la classifica con 34 punti conquistati. Dopo la sospensione dei campionati nell'annata 1990-91, a causa dello scoppio della Prima Guerra del Golfo, nella stagione 1991-1992, il Baniyas si riconfermo ancora nella parte alta della classifica concludendo al terzo posto la classifica della UAE Football League; ma quella stagione rimarrà per sempre nella storia del club grazie alla vittoria Coppa del Presidente degli Emirati Arabi Uniti 1991-1992, arrivata dopo il 2-1 ai supplementari, firmato da Salem Hassan e Omar Ismail nella finale contro l'Al-Nasr, per quello che ancora oggi è l'unico trofeo nazionale vinto dal club.
La stagione successiva, proprio in virtù della vittoria nella Coppa del Presidente degli Emirati Arabi Uniti, la squadra partecipò per la prima volta ad una competizione internazionale, la Coppa delle Coppe dell'AFC 1992-1993; dopo aver superato agilmente il primo turno, con un complessivo di 7-4, la squadra giordana dell'Al-Ramtha Sports Club, il Baniyas si dovette arrendere nel turno intermedio alla squadra iraniana del Persepolis che si impose per 3-2 al termine della doppia sfida.
Dopo gli ottimi risultati ottenuti nelle stagioni a cavallo tra anni ottanta e novanta, Baniyas non riuscì a mantenere gli stessi livelli anche nelle stagioni successive, ed al termine della stagione 1993-1994 il club venne nuovamente retrocesso nella UAE First Division dopo aver concluso all'ultimo posto la classifica con appena nove punti conquistati in diciotto partite. La squadra però reagì immediatamente alla retrocessione e nella stagione successiva conquistò, per la prima volta, la vittoria della UAE First Division facendo, dopo una sola stagione, il suo ritorno nella massima divisione nazionale. Il ritorno nella UAE Football League non fù però accompagnato dal ritorno dei risultati ottenuti pochi anni prima, infatti il Baniyas non riuscì a costruire mai delle rose realmente competitive ritrovandosi sempre coinvolta nella lotta per la salvezza; il club mantenne per alcune stagioni il suo posto nella massima serie ma al termine della 1999-2000 la retrocessione arrivò nuovamente dopo che la squadra concluse al penultimo posto la classifica finale.

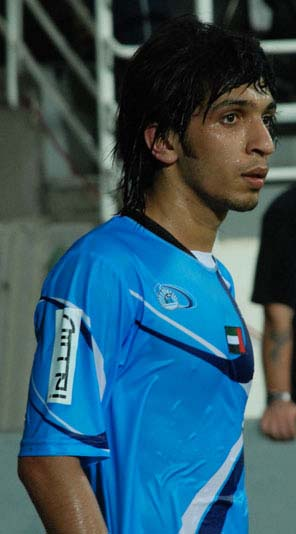
Amer Abdulrahman, uno dei giocatori simbolo della squadra nel nuovo millennio

Con l'arrivo del nuovo millennio il Baniyas si ritrovò nuovamente UAE First Division, ma ancora una volta la squadra riuscì a riconquistare immediatamente la promozione nella massima serie al termine della stagione 2000-2001; il team prese quindi parte alla UAE Football League 2001-2002 ma concluse la stagione all'ultimo posto in classifica facendo immediato ritorno nella seconda divisione. Al termine della stagione 2004-2005 arrivò nuovamente la promozione, ottenuta dopo la vittoria della UAE First Division, ma l'esperienza nella massima serie durò, anche in questo caso, una sola stagione, perché al termine della UAE Football League 2005-2006 il Baniyas si classificò penultimo in classifica venendo retrocesso.
La stagione 2008-2009 consegnò al Baniyas l'ennesima promozione nella massima serie nazionale, dopo la terza vittoria nella storia del club della UAE First Division. La stagione del ritorno nella UAE Football League, coincise con quella della rivoluzione del calcio negli Emirati Arabi Uniti, con il passaggio al professionismo proprio dall’inizio della stagione sportiva 2009-2010. Il Baniyas da neopromossa si dimostrò una squadra pronta per il livello della UAE Pro-League e trascinata dalla coppia formata da André Senghor e Modibo Diarra, autori di 13 goal ciascuno in campionato, conquistano il quarto posto finale.
Nella stagione successiva, quella 2010-2011, le prestazioni della squadra sono continuate a migliorare, il Baniyas si ritrovò per varie settimane a competere per la vittoria del titolo finale, ma alla fine del campionato si dovette arrendere all' Al-Jazira, concludendo la stagione con un secondo posto nella competizione, il miglior piazzamento di sempre nella storia del club. Grazie a questo risultato il Baniyas ottenne la qualificazione per la AFC Champions League 2012, competizione alla quale partecipava per la prima volta nella sua storia; nella massima competizione continentale la squadra di Abu Dhabi riesce a ben impressionare e dopo aver concluso al secondo posto il proprio girone con 3 vittorie, 2 pareggi ed una sola sconfitta, hanno ottenuto l'accesso per gli ottavi di finale dove però furono nettamente sconfitti, per 7-1, dai sauditi dell' Al-Hilal.
Dopo aver concluso al nono posto la stagione 2011-2012, nella stagione successiva, la squadra partecipò per la prima volta alla Coppa dei Campioni del Golfo. Nel torneo, dopo aver superato la fase a gironi con un secondo posto nel proprio raggruppamento, il Baniyas affrontò ai quarti di finale la squadra dell' Al-Muharraq che riuscì a superare, ma solo dopo i calci di rigori; in semifinale venne sorteggiato contro la squadra saudita del Najran, nella prima sfida fuori casa la squadra emiratina uscì sconfitta per 1-0 ma nella gara di ritorno il Baniyas riuscì a ribaltare il risultato, vincendo per 2-0 con un goal al novantacinquesimo minuto di Mohamed Aboutreika. Nella doppia sfida finale, giocata contro la squadra del Qatar dell'Al-Khor, dopo l'1-1 ottenuto nella gara di andata in Qatar, il Baniyas riuscì ad imporsi per 2-0 nella sfida decisiva giocata in casa, grazie alle reti di Mohamed Aboutreika e Nawaf Mubarak, vincendo così il primo trofeo internazionale nella storia del club.
Al termine della UAE Arabian Gulf League 2016-2017 il Baniyas, dopo una stagione in cui non è riuscito mai a dimostrarsi realmente competitivo, conclude il campionato all'ultimo posto in classifica con appena 15 punti conquistati venendo così retrocesso nella UAE First Division dopo otto stagioni passate nel massimo campionato. La squadra della capitale emiratina passa però una sola stagione nella seconda divisione e, dopo aver conquistato per la quarta volta nella sua storia la vittoria della UAE Division 1, ottiene nuovamente la promozione per la UAE Arabian Gulf League.

## Stadio
Il Baniyas gioca le sue partite casalinghe presso lo Stadio Baniyas, un impianto calcistico situato nella zona di Al Shamkha ad Abu Dhabi. I lavori per la costruzione dello stadio, finanziati dalla Baniyas Investment and Development Company, sono iniziati il 4 agosto 2009 seguendo il progetto disegnato dall'architetto francese Roger Taillibert e sono terminati dopo appena sei mesi il 3 febbraio 2010, data in cui lo stadio è stato inaugurato con una amichevole tra il Baniyas e la squadra della Giordania dell'Al-Wehdat Sports Club.

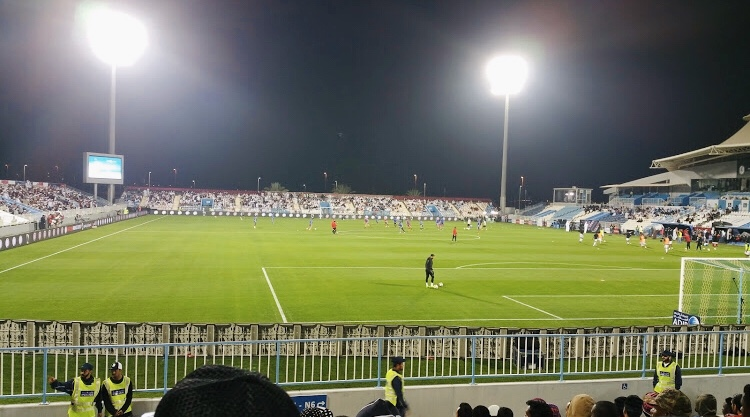
Una veduta interna dello Stadio Baniyas

Lo stadio Baniyas è tra i più moderni degli Emirati Arabi Uniti. Dispone di quattro tribune indipendenti in modalità specifica per il calcio. Di queste, la tribuna principale vanta un tetto imponente che ricorda le tradizionali tende usate dalle popolazioni del mondo arabo, tende che un tempo erano proprio la casa della tribù Banu Yas, una delle più antiche degli Emirati Arabi Uniti,che è rappresentata dal club. Lo stadio ha una capacità di circa 10.000 spettatori. Il nuovo stadio dispone anche di zone speciali riservate a VIP e dignitari, nonché di parcheggi speciali e punti di accesso separati davanti all'ingresso principale; inoltre dispone anche di due Majlis (sale per assemblee) privati al livello più alto. In totale, ci sono più di 1.000 posti auto disponibili per la struttura.

## Società
La società polisportiva è guidata dal Consiglio di amministrazione del Baniyas Sports Club. ossia l'organo amministrativo supremo nella struttura organizzativa del club, che comprende la Baniyas Football Company e la Baniyas Sports Games Company, oltre alla Baniyas Investment Company.
La sezione di calcio della polisportiva, conosciuta anche come Baniyas Football Club Company, è una delle società che operano sotto l'egida del Baniyas Sports and Cultural Club. È specializzato nello sviluppo del calcio, nella cura dei talenti emergenti e nella cura dei giovani interessati a questo sport. L'azienda lavora costantemente per garantire lo sviluppo sostenibile di tutte le selezioni di calcio del settore giovanile e della Prima squadra; inoltre gestisce anche la Baniyas Football Academy. La sede della società si trova nel nuovo stadio di Al Shamkha e contiene vari dipartimenti amministrativi, tra cui quello esecutivo, finanziario, media, marketing, affari amministrativi e legali e risorse umane.

### Consiglio di Amministrazione
| Posizione                                        | Nome                              |
| ------------------------------------------------ | --------------------------------- |
| Presidente                                       | Saif bin Zayed Al Nahyan          |
| Presidente del consiglio di amministrazione      | Ahmed Nasser Al Raisi             |
| Vice-presidente del Consiglio di amministrazione | Nasser Khadem Al Kaabi            |
| Membro del Comitato Direttivo General Manager    | Mohammed Saeed Abbad Al Hamli     |
| Membro del Comitato Direttivo                    | Hamid Muhammad Bolahj Al Rumaithi |
| Membro del Comitato Direttivo                    | Sinan Ahmed Mohammed Al Muhairi   |
| Membro del Comitato Direttivo                    | Ahmed Mohammed Buharoon Al Shamsi |
| Membro del Comitato Direttivo                    | Yasser Mohammed Al Nuaimi         |

Fonte:Baniyas Club

## Cronistoria recente
| Stagione | Lvl. | Tms. | Pos. | Coppa del Presidente | UAE League Cup   |
| -------- | ---- | ---- | ---- | -------------------- | ---------------- |
| 2008–09  | 2    | 16   | 1°   | Quarti di Finale     | —                |
| 2009–10  | 1    | 12   | 4°   | Ottavi di Finale     | Primo Turno      |
| 2010–11  | 1    | 12   | 2°   | Ottavi di Finale     | Primo Turno      |
| 2011–12  | 1    | 12   | 9°   | Finalista            | Primo Turno      |
| 2012–13  | 1    | 14   | 4°   | Quarti di Finale     | Primo Turno      |
| 2013–14  | 1    | 14   | 9°   | Ottavi di Finale     | Primo Turno      |
| 2014–15  | 1    | 14   | 8°   | Quarti di Finale     | Semi-Finali      |
| 2015–16  | 1    | 14   | 9°   | Semi-Finali          | Primo Turno      |
| 2016–17  | 1    | 14   | 14°  | Ottavi di Finale     | Primo Turno      |
| 2017–18  | 2    | 12   | 1°   | Ottavi di Finale     | —                |
| 2018–19  | 1    | 14   | 6°   | Ottavi di Finale     | Semi-Finali      |
| 2019–20  | 1    | 14   | 9°   | Semi-Finali          | Primo Turno      |
| 2020–21  | 1    | 14   | 2°   | Semi-Finali          | Quarti di Finale |
| 2021–22  | 1    | 14   | 9°   | Semi-Finali          | Primo Turno      |
| 2022–23  | 1    | 14   | 11°  | Quarti di finale     | Primo Turno      |
| 2023–24  | 1    | 14   | 10°  | Ottavi di finale     | Primo Turno      |
| 2024–25  | 1    | 14   | 12°  | Quarti di finale     | Quarti di finale |

Legenda
- Pos. = Posizione
- Tms. = Numero Squadre
- Lvl. = Divisione

## Partecipazioni alle Competizioni internazionali
| AFC Champions League         | 3 |           |         |         |      |  |  |  |  |  |  |  |  |  |  |  |  |  |
| AFC Champions League         | 3 | Stagione  | 2012    | 2014    | 2022 |  |  |  |  |  |  |  |  |  |  |  |  |  |
| AFC Champions League         | 3 | Progressi | OF      | Pre.    | Pre. |  |  |  |  |  |  |  |  |  |  |  |  |  |
| Coppa delle Coppe AFC        | 2 |           |         |         |      |  |  |  |  |  |  |  |  |  |  |  |  |  |
| Coppa delle Coppe AFC        | 2 | Stagione  | 1992-93 | 1996-97 |      |  |  |  |  |  |  |  |  |  |  |  |  |  |
| Coppa delle Coppe AFC        | 2 | Progressi | QF      | R1      |      |  |  |  |  |  |  |  |  |  |  |  |  |  |
| Coppa dei Campioni del Golfo | 1 |           |         |         |      |  |  |  |  |  |  |  |  |  |  |  |  |  |
| Coppa dei Campioni del Golfo | 1 | Edizione  | 2013    |         |      |  |  |  |  |  |  |  |  |  |  |  |  |  |
| Coppa dei Campioni del Golfo | 1 | Progressi | C       |         |      |  |  |  |  |  |  |  |  |  |  |  |  |  |

- Qua. : Qualificata, Rit. : Ritirata, Pre. : Preliminari, R1 : Primo turno, R2: Secondo turno, FG : Fase a gironi, OF : Ottavi di finale, QF : Quarti di finale, SF : Semifinali, F : Finalista, C : Campioni

## Palmarès[11]

### Competizioni nazionali
- UAE Division 1: 4

1994-1995, 2004-2005, 2008-2009, 2017-2018
- Coppa del Presidente: 1

1991-1992

### Competizioni internazionali
- Coppa dei Campioni del Golfo: 1

2013

### Altri piazzamenti
- Campionato emiratino:

Secondo posto: 2010-2011, 2020-2021
Terzo posto: 1991-1992
- Coppa del Presidente degli Emirati Arabi Uniti:

Finalista: 2011-2012
Semifinalista: 2015-2016, 2021-2022

## Organico

### Rosa 2024-2025
| N. |                                | Ruolo | Calciatore                                 |
| -- | ------------------------------ | ----- | ------------------------------------------ |
| 1  | Emirati Arabi Uniti (bandiera) | P     | Mohammed Khalaf                            |
| 3  | Brasile (bandiera)             | D     | João Victor                                |
| 4  | Svezia (bandiera)              | D     | Johan Bångsbo (in prestito dall'Al Jazira) |
| 5  | Emirati Arabi Uniti (bandiera) | D     | Hassan Al-Moharrami                        |
| 6  | Emirati Arabi Uniti (bandiera) | D     | Khalaf Al-Hosani                           |
| 7  | Emirati Arabi Uniti (bandiera) | C     | Fawaz Awana                                |
| 8  | Emirati Arabi Uniti (bandiera) | C     | Abdallah Al-Balochi                        |
| 9  | Emirati Arabi Uniti (bandiera) | A     | Fahad Badr (in prestito dall'Emirates)     |
| 10 | Argentina (bandiera)           | C     | Juan Bauza (in prestito dal Craiova)       |
| 11 | RD del Congo (bandiera)        | C     | Arnaud Lusamba                             |
| 12 | Mali (bandiera)                | A     | Youssouf Niakaté                           |
| 13 | Emirati Arabi Uniti (bandiera) | D     | Humaid Al-Mahri                            |
| 14 | Emirati Arabi Uniti (bandiera) | C     | Mohammed Al-Menhali                        |
| 16 | Emirati Arabi Uniti (bandiera) | C     | Matar Al-Hosani                            |
| 17 | Emirati Arabi Uniti (bandiera) | P     | Khalid Al-Blooshi                          |

| N. |                                | Ruolo | Calciatore         |
| -- | ------------------------------ | ----- | ------------------ |
| 18 | Emirati Arabi Uniti (bandiera) | C     | Suhail Al-Noubi    |
| 19 | RD del Congo (bandiera)        | C     | Isaac Tshibangu    |
| 20 | Emirati Arabi Uniti (bandiera) | C     | Saif Al-Menhali    |
| 23 | Emirati Arabi Uniti (bandiera) | D     | Khamis Al Hammadi  |
| 24 | Emirati Arabi Uniti (bandiera) | D     | Abdulrahman Aman   |
| 25 | Brasile (bandiera)             | C     | Saile Souza        |
| 26 | Emirati Arabi Uniti (bandiera) | D     | Khamis Al-Mansoori |
| 27 | Ghana (bandiera)               | D     | Umar Ali           |
| 30 | Senegal (bandiera)             | A     | Aboubacar Cissé    |
| 33 | Romania (bandiera)             | D     | Andrei Burcă       |
| 44 | Emirati Arabi Uniti (bandiera) | P     | Sultan Al-Zaabi    |
| 50 | Serbia (bandiera)              | A     | Lazar Marković     |
| 55 | Emirati Arabi Uniti (bandiera) | P     | Fahad Al-Dhanhani  |
| 74 | Egitto (bandiera)              | D     | Adham Khalid       |

### Staff Tecnico
| Posizione            | Nome                      |
| -------------------- | ------------------------- |
| Allenatore           | João Pedro Sousa          |
| Assistente tecnico   | Abdulla Yaqoob            |
| Assistente tecnico   | Saad Bashir               |
| Allenatore portieri  | Ibrahim Sahib Al Baloushi |
| Preparatore atletico | Abbas Mohammed            |